# Al Jolson

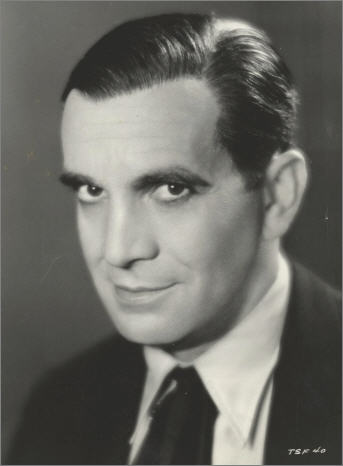
Al Jolson (1916)

Al Jolson (* 26. Mai 1886 in Seredžius (Srednik), Gouvernement Kowno, Russland, heute Litauen, als Asa Yoelson; † 23. Oktober 1950 in San Francisco) war ein US-amerikanischer Sänger und Entertainer.
Nach großen Broadway-Erfolgen erlangte er 1927 mit seiner Titelrolle in dem Film The Jazz Singer, der als erster abendfüllender Tonfilm gilt, besondere Bekanntheit. Außerdem prägte er die amerikanische Radiolandschaft der 1930er und 1940er Jahre.

## Leben und Karriere
Jolson wurde als jüngster Sohn von vier Kindern (zwei Schwestern, ein Bruder) eines streng religiösen jüdischen Kantors, Moses Yoelson, in Srednik an der Memel geboren. Um Armut und Antisemitismus zu entfliehen, emigrierte die Familie um 1894 in die USA nach Washington (D.C.). Kurz nach der Ankunft verstarb seine Mutter Naomi Yoelson nach kurzer, heftiger Krankheit. Als bald darauf der Vater erneut heiratete, floh Jolson mit seinem Bruder aus dem Elternhaus nach New York und schlug sich unter anderem als Sänger und Schuhputzer durch. Er trat auf den verschiedensten Theaterbühnen in zumeist armen Stadtvierteln auf. Auch lebte er für einige Zeit auf der Straße und in einem Waisenhaus. Bedingt durch seine Lebensumstände war Jolson häufig von Krankheiten (Lungenentzündungen etc.) geplagt und kehrte hin und wieder vorübergehend zu seinem Vater zurück, der mittlerweile eine neue Familie gegründet hatte.
Während der ersten größeren Erfolge als Vaudeville-Künstler entwickelte Jolson seine künstlerischen Markenzeichen: schwarzes Make-up, um afroamerikanische Blues- und Jazzsänger zu imitieren, was zu den damals typischen Minstrel-Shows gehörte. Er entwickelte eine bühnenfüllende und das Publikum einnehmende Gestik bzw. Interaktion, insbesondere das Spiel mit seinen Augen (Augenrollen und ähnliches), kunstvolles Pfeifen und ein opernhafter Gesangsstil im musikalischen Jazz-Kontext.

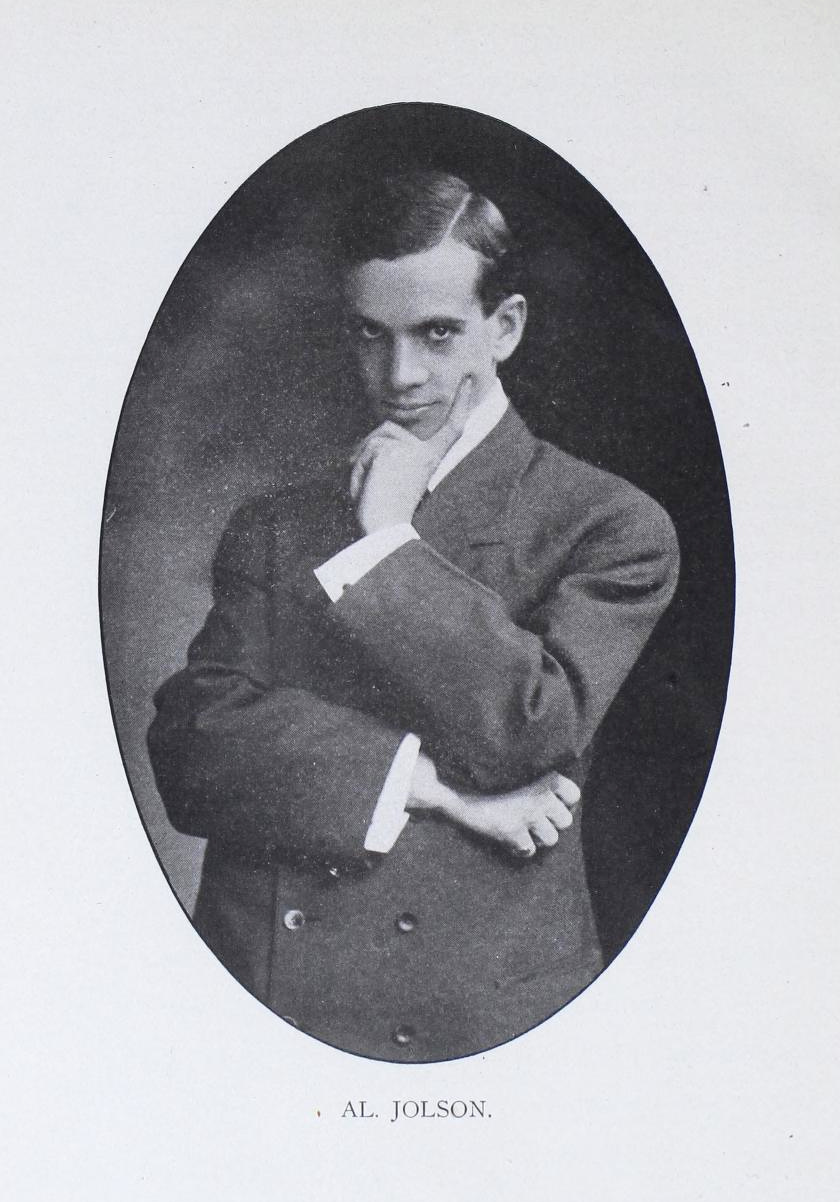
Al Jolson (1911)

Im Jahr 1911, Jolson war gerade 25, gelang ihm der Durchbruch. Er baute gegen den Willen der Produzenten seinen als Nebenrolle vorgesehenen Part im Broadway-Musical La Belle Parée zur Hauptrolle aus. Das Publikum liebte seinen Stil und seine Auftritte, und innerhalb kürzester Zeit gewann er Starruhm. Bis Mitte der 1920er Jahre trat er als Star in diversen Broadway-Shows auf und nahm ab 1911 auch Schallplatten auf; die Verkäufe seiner Tonträger erreichten für die damalige Zeit hohe Zahlen. Eines seiner zentralen musikalischen Markenzeichen entstand in der Vaudeville-Zeit: die „one-knee-performance“, bei der Jolson auf einem Bein kniete und „My Mammy“ sang. Er hat später immer wieder verschiedene Songs ausprobiert, in denen er die Figur der Mutter besungen hat. Das Publikum brachte Jolson zeitlebens mit den „Mammy-Songs“ in Verbindung.
Jolson war zunächst in Europa weniger bekannt als in den USA. Zu seiner Zeit gab es noch keine Urheberrechte, und da Jolson es ablehnte, außerhalb der USA aufzutreten, wurden seine Songs in Europa von anderen Künstlern gesungen beziehungsweise seine Interpretationsart teilweise kopiert. In seinen späteren Jahren war Jolson von einer steigenden Eitelkeit befallen: Es ist bekannt, dass Jolson, um seine eigentlich markante Zahnlücke zwischen den Schneidezähnen zu verstecken, eine herausnehmbare Zahnbrücke trug. Auch tönte er über viele Jahre seine grauen Haare, trug vereinzelt sogar verschiedene Haarteile und vermied es (auch vor Freunden), mit seiner Brille gesehen zu werden.
Durch Jolsons Erfolg wurden viele berühmte Musikstücke popularisiert, darunter Titel wie You Made Me Love You, Rock-a-Bye Your Baby with a Dixie Melody, Angel Child, April Showers, Toot Toot Tootsie, California, Here I Come, When the Red Red Robin Comes Bob Bob Bobbin’ Along, Mammy und Avalon. Jolsons Interpretation des Liedes Swanee führte zum ersten großen kommerziellen Erfolg des später zu Weltruhm aufgestiegenen Komponisten George Gershwin. Jolson bezeichnete allerdings Stephen Foster, der Songs wie Oh Susanna oder My Old Kentucky Home geschrieben hatte, als besten Songwriter überhaupt.

## Der Jazzsänger

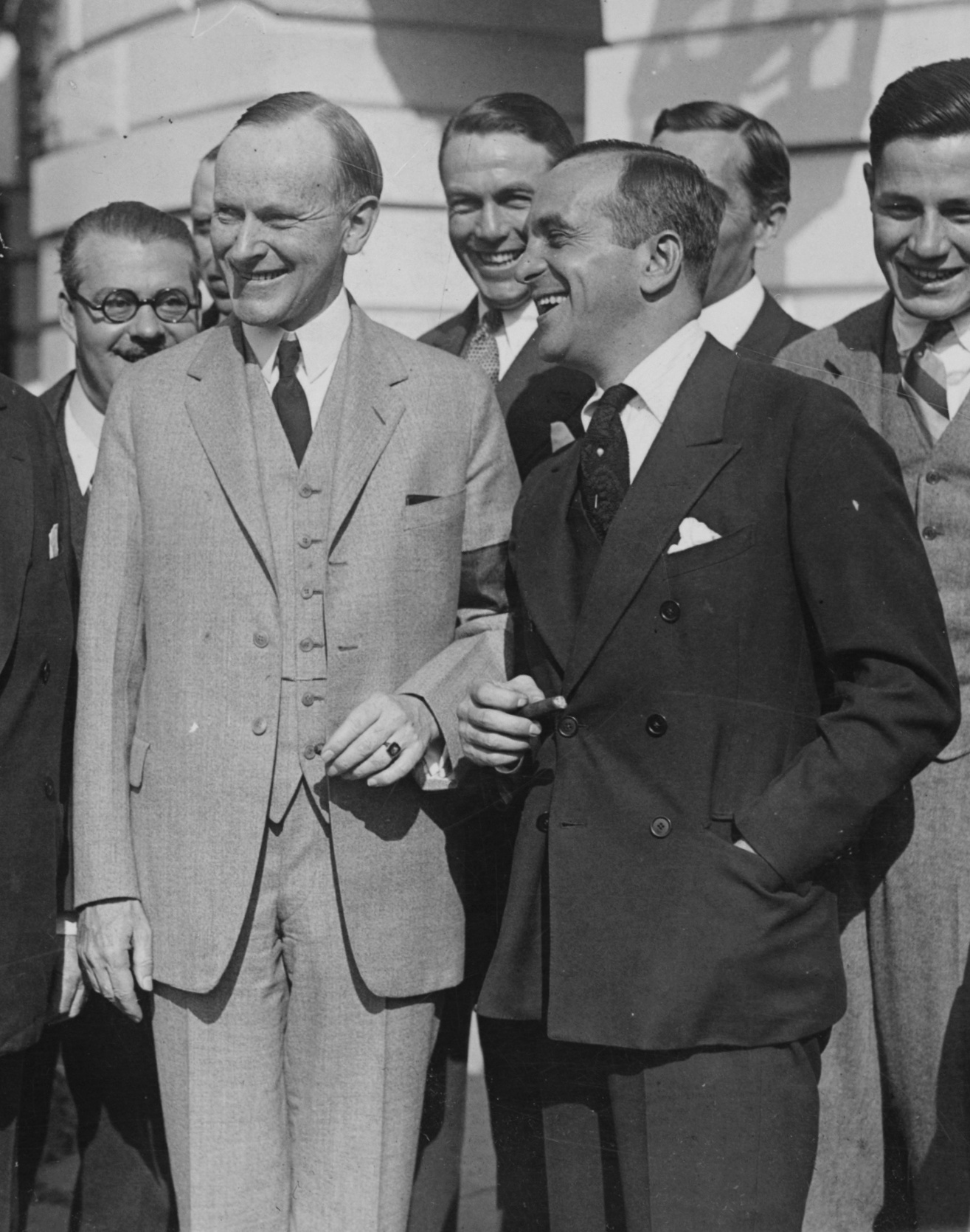
Al Jolson (rechts) mit US-Präsident Calvin Coolidge (1924)

Im Jahr 1927 traten der Filmproduzent Jack L. Warner und der Regisseur Alan Crosland an Jolson heran und unterbreiteten ihm ein Filmangebot: Die Hauptrolle in dem – zufällig – wesentlich autobiographisch geprägten Film The Jazz Singer sollte seinen Ruhm weiter ansteigen lassen. Dadurch, dass sich Jolson nicht an die Drehbuchvorlage gehalten und gegen den Willen der Produzenten kurze, für ihn typische Dialoge zwischen den Gesangsszenen improvisiert hatte, bereitete er dem Tonfilm den Weg. Aus diesem Grund gilt The Jazz Singer als erster kommerziell erfolgreicher Tonfilm überhaupt. Jolson verzichtete für diesen Film, von dem niemand einen derartigen Erfolg erwartet hatte, auf seine Gage, weil Warner Bros. kurz vor dem Konkurs stand. Wider Erwarten verdiente er letztlich fast eine Million US-Dollar an diesem Film – und Warner Bros. war gerettet.
Zuvor hatte Jolson bereits zwei andere Filmangebote, von denen er eines realisierte: A Plantation Act, einen Film, in dem Warner Bros. bereits die Vitaphone-Technik ausprobierte. Den anderen Film brach er mitten in der Produktion ab, weil er die Arbeit mit der Kamera anstelle des Publikums nur schwer ertrug und auf der Leinwand seiner Meinung nach aussehe wie ein Zebra. Ein ständig wechselnder Stab trug ein Übriges zu dieser Entscheidung bei. Der Film Singing Fool, den Jolson ein Jahr nach dem „Jazz Singer“ drehte, brach dessen Rekorde und blieb bis Vom Winde verweht der erfolgreichste Kinofilm überhaupt. Filmisch befand sich Jolson nun – nach fast 20 erfolgreichen Broadway-Jahren – auf dem Höhepunkt seiner Karriere. Er wurde zu einer amerikanischen Institution, hatte zu verschiedenen Präsidenten der USA Kontakt und speiste bisweilen im Weißen Haus. Nach dem Erfolg von The Jazz Singer trat Jolson in zwölf weiteren Filmen auf. Seine schauspielerischen Fähigkeiten erreichten nicht die Qualität, die er als Live-Entertainer hatte, dennoch waren die meisten seiner Filme Publikumserfolge.

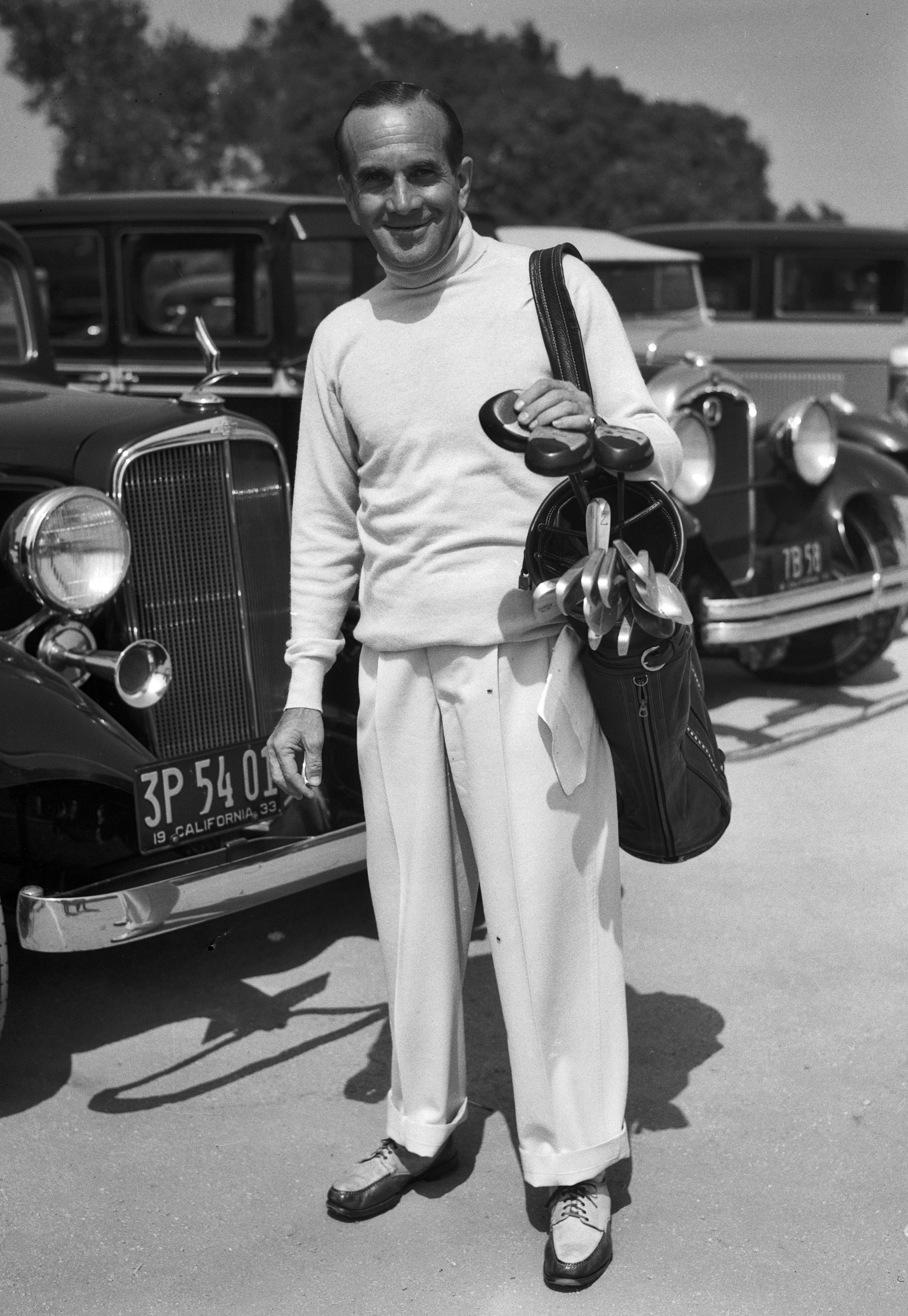
Jolson in den 1930er Jahren

In den 1930er Jahren veränderte sich der Publikumsgeschmack; Jolsons eher klassischer Gesang wurde nun als veraltet empfunden und von den Croonern abgelöst. Jüngere Musiker wie Bing Crosby wurden allmählich erfolgreicher. Jolson war bereits um die 50. Dennoch konnte er sich außerhalb des Hollywoodfilms nicht über mangelnde Angebote beklagen. Fortan konzentrierte er sich auf die Arbeit im damaligen Leitmedium Radio und trat in diversen Shows sowohl als Gastgeber als auch als Gast auf. Seine Radioshows erreichten regelmäßig hohe Einschaltquoten. Als die USA in den Zweiten Weltkrieg zogen, absolvierte Jolson als erster namhafter Entertainer eine große musikalische Tournee zur Truppenunterstützung, u. a. mit Marlene Dietrich. Jolson war zu dieser Zeit fast 60 Jahre alt und ging auf dieser Tournee an seine körperlichen Grenzen. 1944 erkrankte er nach mehreren Auftritten in Afrika an Malaria, wovon er sich nur schwer erholte. Im selben Jahr musste ihm ein Lungenflügel entfernt werden. Danach veränderte sich seine Stimme, die anschließend wesentlich tiefer wurde. In dieser Zeit lernte er seine vierte und letzte Frau Erle Galbraith kennen. Sie war 21, als sie 1945 heirateten.
Seine erfolgreichste Radioshow war die Kraft Music Hall Ende der 1940er Jahre. Alle Showgrößen der damaligen Zeit (von Bing Crosby über Cary Grant bis hin zu Humphrey Bogart und Doris Day) traten in dieser Show auf. Dauerhafter Partner in dieser Show war der Pianist Oscar Levant. Der Erfolg dieser Radioshow folgte dem Kinoerfolg von The Jolson Story, seiner Filmbiographie.

## Comeback
Spätestens seit Jolson 1940 wieder auf der Broadway-Bühne stand, wurde er nach und nach wieder populär. The Jolson Story war der 1946 zu Lebzeiten Jolsons produzierte Film seiner Lebensgeschichte. Der Schauspieler Larry Parks spielte Jolson, die Songs wurden jedoch von Jolson persönlich gesungen. The Jolson Story war in den USA der mit Abstand kommerziell erfolgreichste Film des Jahres und zog mit dem Film Jolson Sings Again (1949) eine Fortsetzung nach sich. Jolson erlebte ein einzigartiges Comeback; seine Musik und sein Leben begeisterten nun auch die junge Generation. Im Jahr 1948 wurde Al Jolson vom Branchenblatt Variety zum beliebtesten Sänger gewählt, und das trotz der Konkurrenz deutlich jüngerer Sänger und Entertainer wie Bing Crosby oder Frank Sinatra.

## Privatleben
Jolson wusste um seine Wirkung auf die Menschen, sprang teils recht harsch mit seinen Managern, Produzenten und Kollegen um und trat auch anderen Künstlern gegenüber hart, herablassend und arrogant auf. Gleichzeitig bewies er jedoch eine zielsichere Sensibilität in Bezug auf die Wünsche des Publikums. So kam es immer wieder vor, dass der von vielen Kritikern, Mitmenschen (auch Ehefrauen) als Egozentriker beschriebene Jolson mit diversen anderen Künstlern zusammen auftrat, so zum Beispiel mit dem Entertainer Eddie Cantor oder, in seinen späteren Jahren, mit dem Sänger Bing Crosby.
Der nach außen selbstsicher auftretende Jolson war häufig von Selbstzweifeln vor Premieren und Lampenfieber geplagt: In den Anfangsjahren soll ein Theaterdirektor einen Türsteher vor Jolsons Umkleide- und Schminkraum postiert haben, damit dieser verhindern sollte, dass Jolson vor der Vorstellung aus dem Theater floh. Auch plagten ihn vor Premieren regelmäßig Magengeschwüre, von denen ihm so schlecht wurde, dass er die Bühnenarbeiter anwies, in jede Ecke der Bühne einen Blecheimer zu stellen, in die er sich erbrechen konnte. Jolson litt zudem zeitlebens an psychosomatischen Hals- und Kehlkopferkrankungen, die ihm oft seine Stimme raubten. Auch hatte er in früher Kindheit oder Jugend mit Tuberkulose zu kämpfen und erkrankte häufig an Lungenentzündungen. Jolson übernahm sich oft für seinen Beruf, wie die anstrengenden Auftritte für amerikanische Soldaten im Zweiten Weltkrieg und im Koreakrieg zeigten.
Jolson war viermal verheiratet, vernachlässigte oft seine Ehefrauen und startete ernsthafte Rettungsversuche erst dann, wenn es zu spät war. Die erste Ehefrau, die er oft betrog und – nach Recherchen einiger Biographen – auch schlug, ließ sich nach fast zwölf Jahren von ihm scheiden (1907–1919). Sie war die einzige, die Jolson noch als wenig erfolgreichen Sänger und Comedian kennenlernte und ähnlich alt war wie er. Seine nachfolgenden Ehefrauen waren wesentlich jünger als er selbst. Zu seiner geschiedenen Frau hatte Jolson allerdings noch einige Jahre Kontakt. Drei Jahre nach der Scheidung – 1922 – bat er sie in dem Lied „Angel Child“ noch, zu ihm zurückzukehren. Seine zweite Ehe (1922–1926) endete mit einer Blitzscheidung in Paris und der Einweisung der Geschiedenen in eine Anstalt für Alkoholsüchtige.

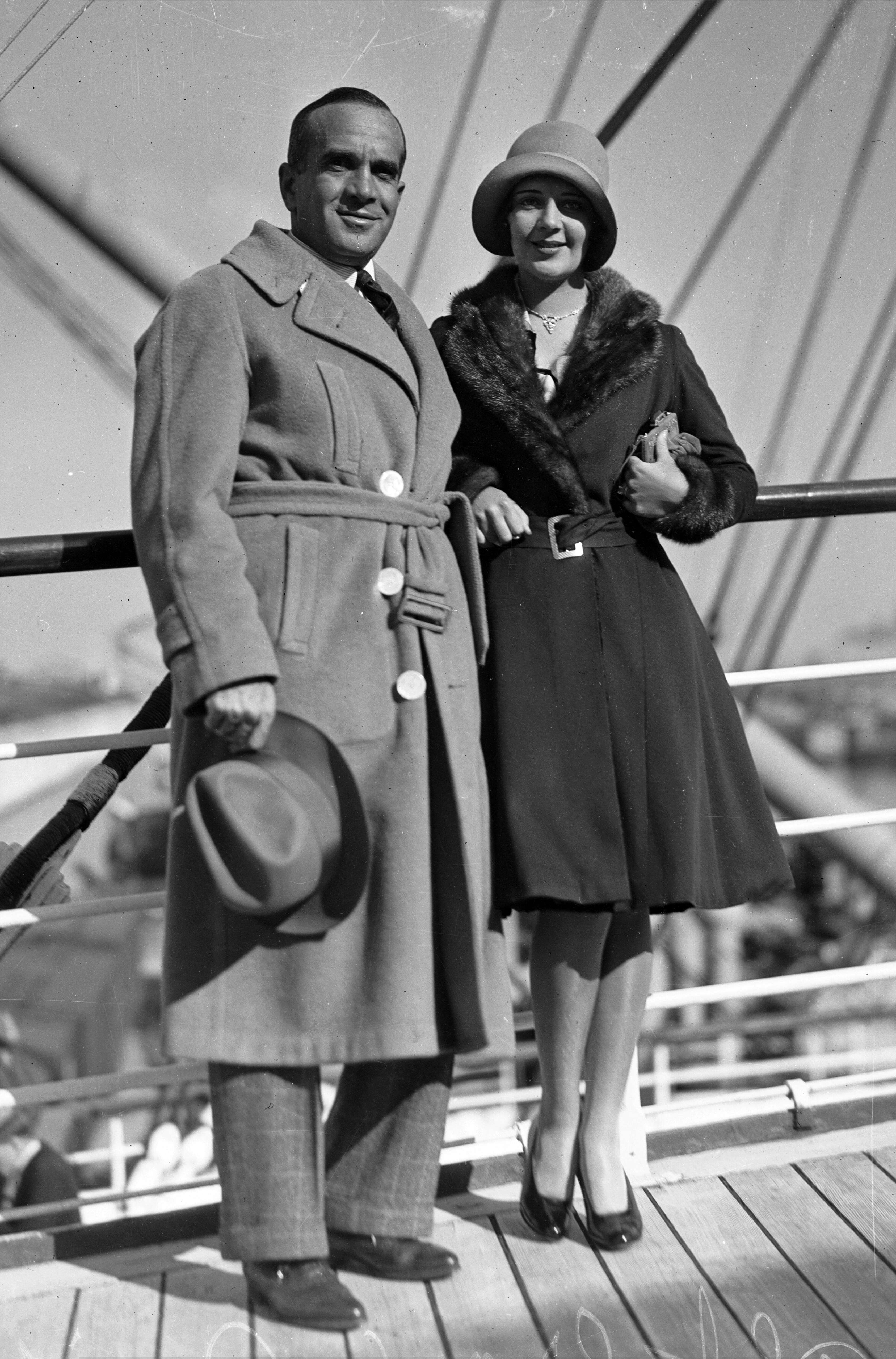
Jolson mit seiner Ehefrau Ruby Keeler (1928)

Mit der dritten Ehefrau (1928–1939), der Tänzerin und Schauspielerin Ruby Keeler, adoptierte Jolson seinen ersten Sohn Al Jolson Jr., zu dem er kein enges Verhältnis aufbauen konnte, was den kinderliebenden Jolson sehr schmerzte. Diese Zeit war geprägt von seinem sinkenden Stern, was ihn zu einem weniger erträglichen Mitmenschen werden ließ. So war er extrem eifersüchtig auf den Erfolg seiner Frau, beleidigte sie öffentlich – meist als Scherz getarnt, wobei er sich stets zu spät dafür entschuldigte. Ruby Keeler trennte sich am 26. Dezember 1939 von Al Jolson. Den Sohn, der fortan bei ihr lebte, benannte sie um in Albert. Er wurde mit 15 Jahren von seinem Stiefvater adoptiert.
Erst die vierte Ehe (1940–1950) mit der 39 Jahre jüngeren Röntgentechnikerin des US-Militärs Erle Galbraith verlief glücklich, was auch dem grandiosen Ruhm seiner letzten Jahre zu verdanken ist und der Tatsache, dass sie für ihn keine berufliche Konkurrenz bedeutete. Eigenen Angaben zufolge mochte Jolson an ihr besonders ihre „häuslichen Fähigkeiten“. Mit ihr adoptierte er 1948 einen weiteren Jungen, den sie Asa nannten, und 1950 ein Mädchen namens Alicia. Jolson war wie sein Bruder Harry nicht in der Lage, Kinder zu zeugen. Die Gründe lagen offenbar in einer unbehandelten Masern-Erkrankung in früher Kindheit.
Zu seinem Bruder Harry hatte Al Jolson zeitlebens ein schwieriges Verhältnis, da sie vor allem zu Vaudeville-Zeiten hart miteinander konkurrierten. Harry, der im Showgeschäft weniger erfolgreich war, wurde nach dem Durchbruch seines Bruders zu Unrecht vorgeworfen, er habe stets seinen Bruder zu imitieren versucht. Dabei hatte Harry z. B. die „blackface-performance“ lange vor Al praktiziert. Nach Al Jolsons Durchbruch hatte dieser seinen Bruder insgeheim finanziert und Leute bezahlt, die Harry engagierten, wovon dieser jedoch nie erfuhr. Bis zum Tod seines Vaters im Jahr 1945 rang Jolson immer wieder um dessen Anerkennung für seine Arbeit.
Politisch war Jolson ein konservativer Republikaner. Die meisten Juden wählten schon damals mehrheitlich demokratisch. Jolson wurde im Juli 1913 Mitglied im Bund der Freimaurer, seine Loge war die St. Cecile Lodge, No. 568, in New York.

## Command Performances und Tod

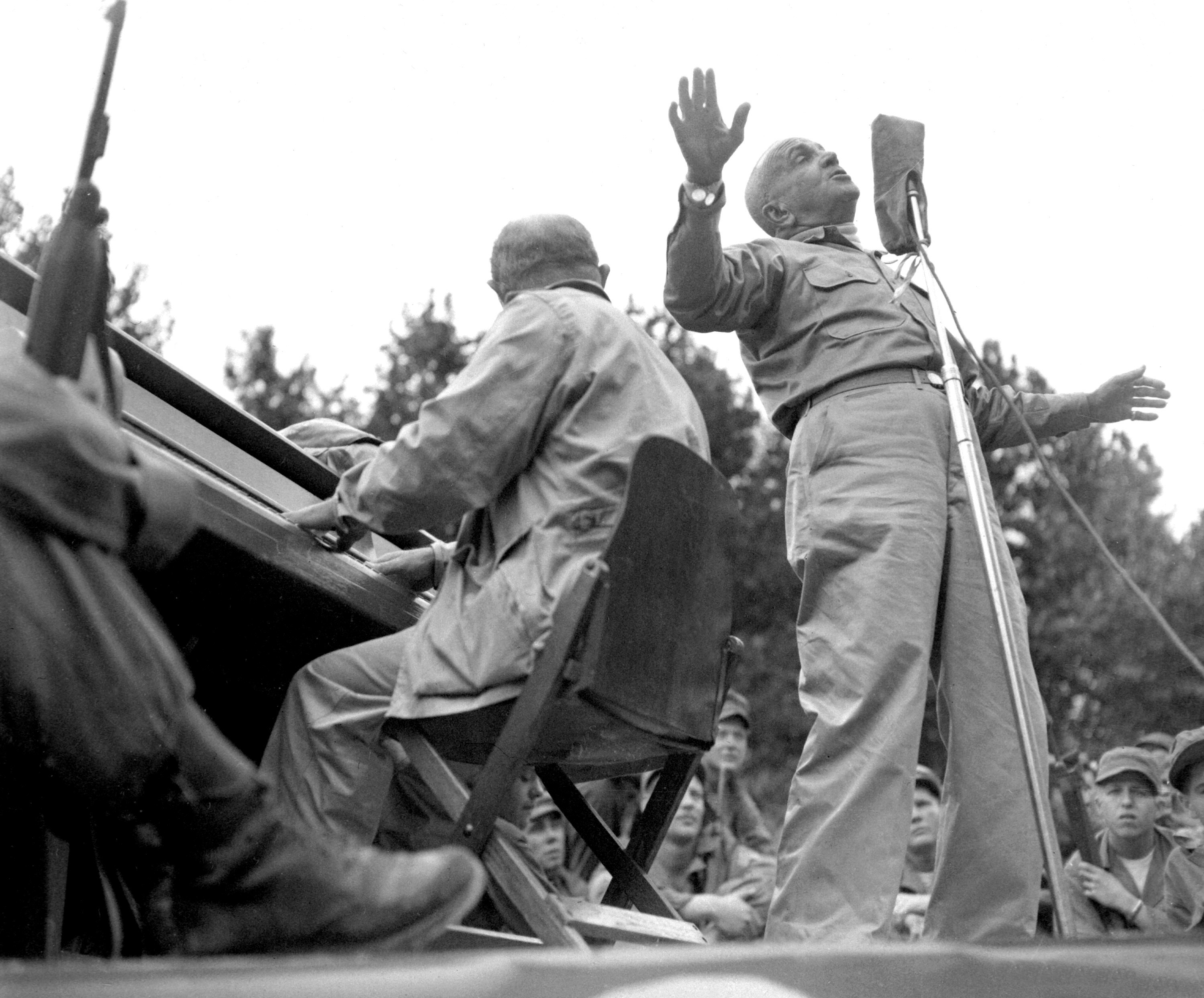
Jolson (rechts) bei einem Auftritt in Korea (1950)

Jolson, der sich zeitlebens für Auftritte vor US-Soldaten in der ganzen Welt engagiert hatte, unternahm 1950 eine Flugreise nach Korea, um die dort kämpfenden US-Truppen zu unterhalten. Nach einer Notlandung auf dem Hinflug wegen technischer Probleme war Jolson gezwungen, in einer zugigen und feuchten Baracke zu übernachten, was ihm abermals eine heftige Lungenentzündung einbrachte. Trotz der fiebrigen Lungenentzündung absolvierte er in Korea 42 Auftritte in nur sieben Tagen. Jolson wurden 1945 aufgrund einer Malariaerkrankung von einem Truppenbesuch in Afrika, in einer Operation ein Lungenflügel und zwei seiner Rippen entfernt. Obwohl noch nicht ganz genesen, drehte er den Film Rhapsodie in Blau, der die Lebensgeschichte des Komponisten George Gershwin erzählt.
Nach nur kurzer Erholung von wenigen Wochen auf seinem Anwesen in Kalifornien flog er am 23. Oktober 1950 für einen Radioauftritt nach San Francisco. Ein Kardiologe hatte ihn bereits vor dem Flug verunsichert, sodass Jolson eine zweite Arztmeinung einholte. Letzterer vermerkte, dass Jolson sich nicht zu sehr zu beunruhigen brauche. Er gab ihm schließlich die Telefonnummer eines berühmten Kardiologen in San Francisco. Nach einem für ihn sehr schönen Erlebnis in einem Restaurant, in dem die Gäste bei seinem Verlassen für ihn aufstanden und applaudierten, spielte er am Abend im Hotel in San Francisco Karten mit Freunden, klagte plötzlich über Magenprobleme und wollte sich hinlegen. Einer der Freunde informierte auf Jolsons Drängen die Hotelrezeption. Jolson erwiderte daraufhin: „Wie peinlich, wenn morgen in den Zeitungen steht, dass sich Al Jolson wegen einer Magenverstimmung einen Arzt rufen ließ.“ Da beide Hotelärzte im Einsatz waren und nur die Krankenschwester verfügbar war, wurde der Jolson empfohlene Kardiologe informiert, der 30 Minuten später in Begleitung eines freigewordenen Hotelarztes seine Suite betrat. Bis dahin dachten alle, es sei erneut „falscher Alarm“ (Jolson war, was seine Physis betraf, leicht zu beunruhigen). Bis dahin hatte ihn die Krankenschwester beruhigen müssen, zu der Jolson mehrfach sagte, dass er seinen Puls nicht mehr spüre. Als die Ärzte kurz darauf eintrafen, hielt Jolson mit ihnen zunächst ein Pläuschchen, bis er sich plötzlich von seinem Kissen erhob und sagte „Oh, I’m going“ und an einem Herzinfarkt starb.
Noch am selben Abend wurden auf dem gesamten Broadway in New York zehn Minuten lang alle Lichter im Gedenken an ihn ausgeschaltet, und der Straßenverkehr stand still. Die Nachricht von seinem Tod war am nächsten Tag die Schlagzeile in allen Zeitungen. In manchen stand sie sogar über dem eigentlichen Namen der Zeitung. Eddie Cantor berichtete in einem Nachruf, dass alle Leute, denen er am darauf folgenden Tag begegnete – Hotelportier, Taxifahrer – weinten und nicht fassen konnten, dass die Legende Al Jolson nicht mehr lebte. Jolson wurde zunächst in Israel beigesetzt, dann aber durch seine Witwe nach Culver City auf den Hillside Memorial Park verlegt, wo ihm zu Ehren ein großes Grabmonument errichtet wurde, das von dem afroamerikanischen Architekten und Freund Jolsons, Paul R. Williams (1894–1980), entworfen wurde.

## Künstlerische Bedeutung
Viele Künstler haben sich direkt zu Al Jolson als Vorbild bekannt, so zum Beispiel die Schauspielerin Judy Garland, die Sänger Jackie Wilson, Rod Stewart, Elvis Presley, Mick Jagger und Michael Jackson. Viele Künstler sind in ihrem Stil und ihrem Auftreten durch ihn inspiriert und beeinflusst worden: Eddie Cantor, Bing Crosby, Frank Sinatra, aber auch andere, wie zum Beispiel Johannes Heesters oder Harald Juhnke. Er erhielt 1950 die Medal for Merit, damals die höchste zivile Auszeichnung der USA.
In Leon Schlesingers Zeichentrickfilm I Love to Singa von 1936 spielt eine Eule (englisch owl) mit Namen Owl Jolson die Hauptrolle. Neben der Namensgebung bezieht sich der Film auch inhaltlich auf Jolson, beschreibt er doch das Bemühen eines Jungen, gegen den Willen des Vaters Jazzsänger zu werden. Das titelgebende Lied stammt aus dem Film The Singing Kid von 1936, in dem Jolson es im Duett mit Cab Calloway zum Besten gibt.

## Adaptionen
- Jack Finney setzte ihm ein Denkmal in seinem Fantasyroman Im Strom der Zeit, der in Jolsons Zeit (1911) spielt.
- Im US-Cartoon Die Simpsons ist die Figur des kapitalistischen Atomkraftwerk-Eigentümers und tyrannischen Chefs von Homer Simpson – Mr. Burns – ein Anhänger von Al Jolson und will nicht wahrhaben, dass dieser nicht mehr lebt.
- In Peter Jacksons King Kong (2005) wird zu Beginn des Films „I’m Sitting on Top of the World“, gesungen von Al Jolson, gespielt.
- Im Oktober 2008 feierte der Dokumentarfilm Al Jolson und The Jazz Singer[8] Premiere auf den 50. Nordischen Filmtagen in Lübeck. Zwei Wochen später gewann dieser den 1. Preis bei einem jährlich stattfindenden Filmwettbewerb des Lokalsenders Kiel TV.[9] Im November 2007 hatte dort bereits die Kurz-Doku Ein Blick auf Al Jolson den ersten Preis gewonnen.[10]

## Diskografie

### Alben
- 1913: You Made Me Love You
- 1918: Rock-A-Bye Your Baby with a Dixie Melody
- 1920: Swanee
- 1920: Avalon
- 1921: April Showers
- 1922: Toot, Toot, Tootsie
- 1924: California, Here I Come
- 1925: I’m Sitting on Top of the World
- 1926: When the Red Red Robin Comes Bob Bob Bobbin’ Along
- 1928: Back in Your Own Backyard
- 1928: My Mammy
- 1928: There’s a Rainbow ’Round My Shoulder
- 1928: Sonny Boy
- 1929: Liza (All the Clouds’ll Roll Away)
- 1930: Let Me Sing and I’m Happy
- 1932: The Cantor (A Chazend’l Ofn Shabbos)
- 1946: The Jolson Story (4× Schellack)
- 1946: Ma Blushin’ Rosie
- 1946: Anniversary Song
- 1947: Alexander’s Ragtime Band
- 1947: Carolina in the Morning
- 1947: About a Quarter to Nine
- 1947: Waiting for the Robert E. Lee
- 1947: Golden Gate
- 1947: When You Were Sweet Sixteen
- 1947: If I Only Had a Match
- 1949: Al Jolson Sings Again
- 1949: After You’ve Gone
- 1949: Souvenir Album Vol. 2
- 1949: Souvenir Album Vol. 4
- 1949: In Songs He Made Famous
- 1949: Is It True What They Say About Dixie?
- 1950: Are You Lonesome Tonight?
- 1953: Stephen Foster Songs
- 1956: Curtain Call
- 1957: The Jolson Story (Memories)
- 1958: Al Jolson Overseas
- 1958: The Immortal Al Jolson
- 1959: The World’s Greatest Entertainer
- 1968: You Made Me Love You
- 1973: The Early Years
- 1974: Al Jolson the Vitaphone Years
- 1974: When Radio Was King! (The Famous Al Jolson Show 1938)
- 1975: Sitting on Top of the World
- 1975: Broadway Al
- 1975: On the Air Volume 2
- 1977: Swanee in Studio and Live in New York 1936
- 1977: The Jazz Singer
- 1978: Sang ’Em
- 1978: On the Air Volume 3
- 1981: 20 Golden Greats
- 1983: Al Jolson Collection
- 1983: 20 Greatest Hits
- 1987: Al Jolson in the Singing Fool
- My Old Kentucky Home

### Singles und EPs
- 1915: When I Leave the World Behind
- 1918: I’m All Bound ’Round with the Mason Dixon Line
- 1918: Tell That to the Marines
- 1919: April Showers
- 1919: I’ll Say She Does
- 1920: I’ve Got My Captain Working for Me Now
- 1920: Some Beautiful Morning
- 1920: Swanee
- 1922: Toot Toot Tootsie
- 1924: Mr. Radio Man / Home in Pasadena (mit Isham Jones Orchestra)
- 1928: Sonny Boy / There’s a Rainbow ’Round My Shoulder
- 1929: One Sweet Kiss / Liza
- 1946: Avalon / Anniversary Song
- 1947: Golden Gate / I’m Sitting on Top of the World
- 1947: If I Only Had a Match / Let Me Sing and I’m Happy
- 1947: Carolina in the Morning
- 1949: Jolson Sings Again (EP)
- 1949: Volume Three
- 1949: Down Among the Sheltering Palms / Is It True What They Say About Dixie? (mit The Mills Brothers)
- 1950: My Mammy
- 1950: Rock-a-Bye Your Baby with a Dixie Melody
- 1950: Ma Blushin’ Rosie
- 1950: No Sad Songs for Me / Are You Lonesome Tonight
- 1950: Chinatown My Chinatown
- 1950: Liza (All the Clouds’ll Roll Away)
- 1953: Songs He Made Famous from "The Jolson Story" (2 EPs)
- 1955: The Al Jolson Story Vol. 1
- 1955: The Al Jolson Story Vol. 2 (EP)
- 1955: I Dream of Jeannie with the Light Brown Hair
- 1957: Songs He Made Famous Vol. 1, Part 1 (EP)
- 1957: Songs He Made Famous Vol. 1, Part 2 (EP)
- 1957: The Jolson Story: Among My Souvenirs (EP)
- 1961: My Mammy (EP)
- 1962: California Here I Come (EP)
- 1962: Swanee (EP)
- 1976: I Feel a Song Coming On

## Bühnenstücke
- La Belle Paree (1911)
- Vera Violetta (1911)
- The Whirl of Society (1912)
- The Honeymoon Express (1913)
- Dancing Around (1914)
- Robinson Crusoe, Jr. (1916)
- Sinbad (1918)
- Bombo (1921)
- Big Boy (1925)
- Artists and Models of 1925 (1925) (Jolson kam 1926 zum Ensemble hinzu)
- Big Boy (1926) (Wiederaufnahme)
- The Wonder Bar (1931)
- Hold On to Your Hats (1940)

## Filmografie
- 1923: Mammy’s Boy (Kurzfilm)
- 1926: A Plantation Act (Kurzfilm)
- 1927: Der Jazzsänger (The Jazz Singer)
- 1928: Der singende Narr (The Singing Fool)
- 1929: Sag’ es mit Liedern (Say It with Songs)
- 1929: New York Nights (Cameo-Auftritt)
- 1930: Mammy
- 1930: Show Girl in Hollywood
- 1930: Big Boy
- 1933: Hallelujah I’m a Bum
- 1934: Wonder Bar
- 1935: Go Into Your Dance
- 1936: The Singing Kid
- 1939: Rose of Washington Square
- 1939: Damals in Hollywood (Hollywood Cavalcade)
- 1939: Swanee River
- 1945: Rhapsodie in Blau (Rhapsody in Blue)